# نيوبتوليموس

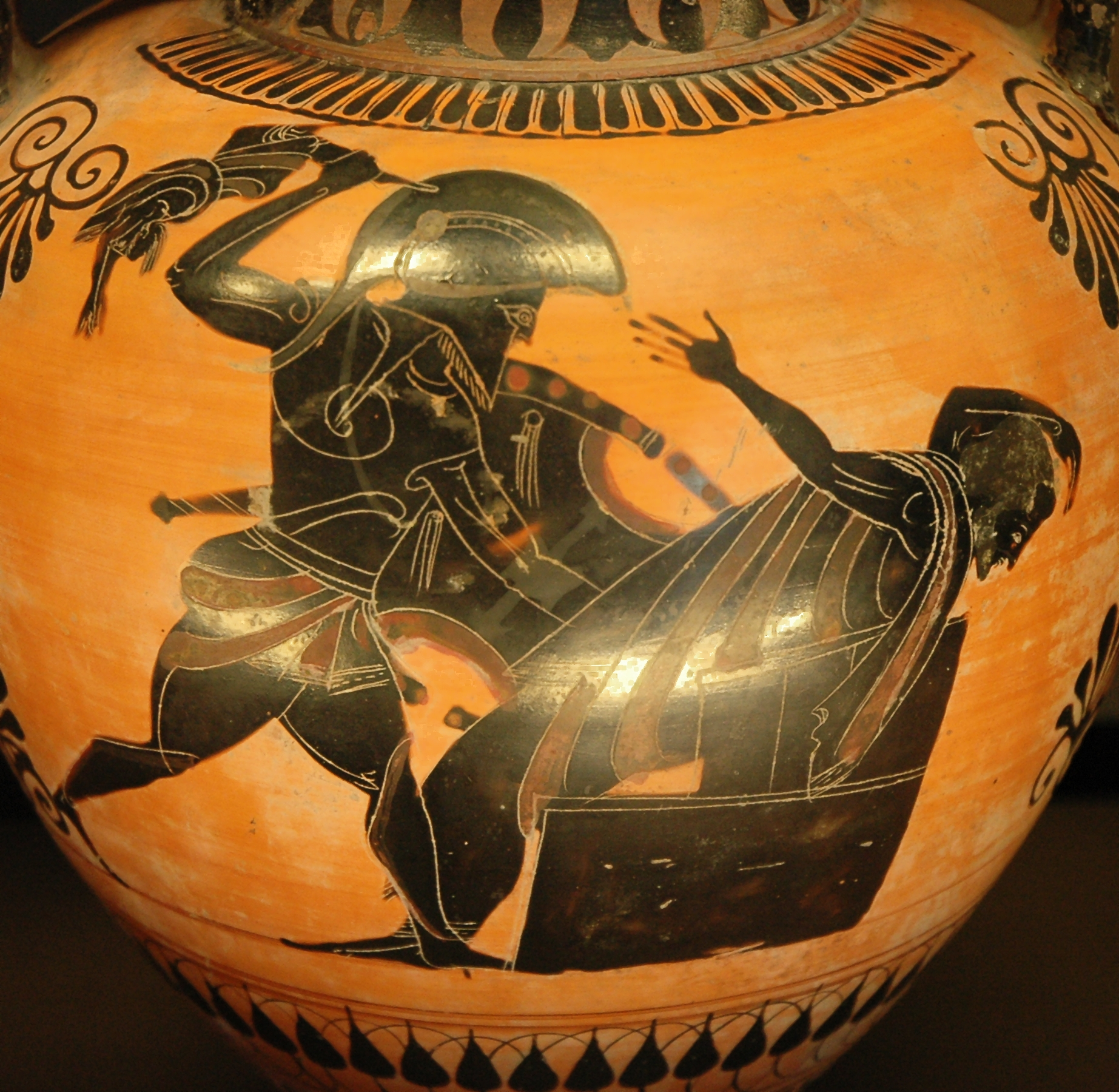
نقش على آنية يصور نيوبتوليموس قاتلاً بريام

نيوبتوليموس (باليونانية: Νεοπτόλεμος)‏ (بالإنجليزية: Neoptolemus)‏ محارب إغريقي خلال حرب طروادة، يسمى أيضًا بيرهوس. كان أبوه البطل الإغريقي أخيل. وبعد موت أخيل في الحرب ساعد نيوبتوليموس جيوش اليونان لتهزم الطرواديين واستولى الإغريق على طروادة. وبدون رحمة، قتل نيوبتوليموس ملك طروادة العجوز بريام.